# Vlastimil Petržela

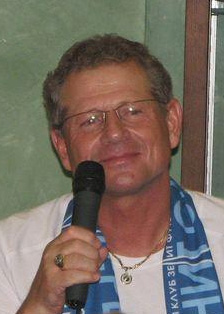
Vlastimil Petržela (2007)

Vlastimil Petržela (* 20. Juli 1953 in Prostějov, Tschechoslowakei) ist ein ehemaliger tschechoslowakischer Fußballspieler und -trainer.

## Spielerkarriere
Der zweifache tschechoslowakische Nationalspieler begann seine Karriere bei Sokol Kraslice na Hané, später spielte er für TJ OP Prostějov. Zur Saison 1974/75 verpflichtete ihn FC Zbrojovka Brünn. Von 1976 bis 1978 spielt der Stürmer für Železárny Prostějov, von 1978 bis 1980 für Sigma Olmütz. Seinen Armeedienst absolvierte er zwischen 1980 und 1981 bei RH Cheb. Anschließend spielte „Burda“, wie Petržela genannt wurde, für Slavia Prag. Ohne Länderspielerfahrung wurde er 1982 für die Weltmeisterschaft in Spanien nominiert, am 17. Juni 1982 debütierte er als Einwechselspieler im WM-Gruppenspiel gegen Kuwait in der tschechoslowakischen Nationalmannschaft. Am 7. März 1983 beim 1:1 auf Zypern hatte Petržela seinen zweiten und zugleich letzten Einsatz in der Nationalelf, diesmal spielte er über 90 Minuten. 1985 beendete er aufgrund von Verletzungsproblemen mit nur 32 Jahren seine Karriere, auch wenn er noch einige Male für den unterklassigen Prager Verein TJ Cholupice auflief.

### Statistik
- Sokol Kraslice na Hané (1960–1970)
- TJ OP Prostějov (1970–1974)
- FC Zbrojovka Brünn (1974–1976)
- Železárny Prostějov (1976–1978)
- Sigma Olmütz (1978–1980)
- RH Cheb (1980–1981)
- Slavia Prag (1981–1985)
- TJ Cholupice

## Trainerkarriere
Vlastimil Petržela begann seine Trainerlaufbahn in der Saison 1986/87 als Assistent bei Slavia Prag. Am 12. Spieltag übernahm er das Amt des Cheftrainers, kehrte aber 1987/88 auf den Assistenzposten zurück. Im Frühjahr 1990 bekam er erneut die Chance, seine Qualitäten als Cheftrainer unter Beweis zu stellen, hatte allerdings wenig Erfolg. Die Mannschaft rutschte vom ohnehin enttäuschenden achten Platz auf Rang zehn. Dennoch erhielt er weiter das Vertrauen. 1990/91 wurde die Mannschaft Neunter, 1991/92 Vierter. 1992/93 wurde er nach dem 7. Spieltag entlassen, die Mannschaft hatte bis dahin nur drei Mal gewonnen.
1993/94 wurde er Trainer bei Slovan Liberec, in der ersten Saison unter Petržela wurde Liberec Neunter, 1994/95 Vierter. Anfang 1996 verpflichtete ihn Sparta Prag, dort hatte er allerdings keinen Erfolg. Nach dem 5. Spieltag 1996/97 wurde er entlassen.
Am 12. Spieltag der Saison übernahm er den Lokalrivalen Bohemians Prag, konnte den Abstieg in die 2. Liga jedoch nicht verhindern. 1997/98 wurde Bohemians nur Dritter in der 2. Liga und verpasste den Wiederaufstieg. Die Vereinsführung hielt dennoch an Petržela fest, die Mannschaft belegte am Saison 1998/99 den ersten Platz und stieg auf. Nach einem siebten (1999/2000) und einem achten Platz (2000/01) trennten sich Bohemians und Petržela nach dem 27. Spieltag 2001/02 wegen internen Schwierigkeiten, obwohl die Mannschaft auf einem vierten Platz stand.
Zur Saison 2002/03 übernahm Petržela den damaligen Zweitligisten FK Mladá Boleslav.
Anfang 2003 nahm er das Angebot von Zenit St. Petersburg an, wo er dreieinhalb erfolgreiche Jahre verbrachte. In seinem ersten Jahr führte er Zenit zur russischen Vizemeisterschaft, 2004 wurde die Mannschaft Vierter, 2005 Sechster. 2006 erreichte Zenit das Viertelfinale des UEFA-Pokals. Im Mai 2006 wurde er entlassen, nachdem er sich mit den neuen Besitzern überworfen und auch einige Spieler gegen sich hatte.
Ende August 2006 übernahm Petržela das Traineramt bei Sigma Olmütz, nach der Saison wurde er entlassen. Im August 2007 wurde er Trainer bei Neftçi Baku. Nach nur vier Monaten wurde er im Januar 2007 entlassen.
2009/10 arbeitete Petržela als Trainer des Prager Zweitligavereins FK Viktoria Žižkov, in der folgenden Saison 2010/11 als Trainer des slowakischen MFK Zemplín Michalovce.

## Persönliches
- Petržela ist Absolvent der Pädagogischen Fakultät der Palacký-Universität Olmütz.